# Városi Stadion (Nottingham)
A Városi Stadion (angolul: City Ground) egy labdarúgóstadion Nottingham városának területén, Nottinghamshire-ben, Angliában, közvetlen közelében található a Trent folyó (River Trent). Ez a stadion ad otthont a Nottingham Forest FC-nek már 1898 óta. A befogadóképessége 30 602 fő.

## Története

### Alapulás
A Nottingham Forest csapata 1898. szeptember 3-án költözött a pálya mostani helyszínére. Annak érdekében, hogy növelje a nézők, szurkolók kedvét a mérkőzések kijövetelére 3000 £ finanszírozásához szükséges lépést tett meg a csapat, amelyet a klub a tagjaitól, támogatóitól és üzletembereitől akart "beszerezni" (ez volt a "New Ground rendszer"). Így sikerült 2000 £-t beszerezniük, amelynek  nagy részét az új pálya őrölte fel.  Az új föld volt az úgynevezett Városi Stadion (City Ground). Nottingham városa kapott egy Chartát 1897-ben, amely a Városi Stadion területének tulajdonjogát jelentette, hiszen a stadion a város határán volt.